# John Robert Roberts
John Robert Roberts (Seaforth, 6 giugno 1883 – Surrey, 8 maggio 1925) è stato un calciatore e allenatore di calcio inglese.

## Carriera
Abile nel colpire il pallone di testa, dopo aver giocato in patria con il club londinese del Wood Green Town, arriva in Italia nel 1911 per giocare con il Genoa.
In rossoblù esordisce il 22 ottobre 1911 nella vittoria casalinga per tre a due contro l'Inter. Con il club genovese otterrà il terzo posto della classifica finale della Prima Categoria 1911-1912.
A Genova rimane una stagione, infatti l'anno dopo è con il Milan, club nel quale esordisce il 3 novembre 1912 nella vittoria per sei a zero contro l'US Milanese. Con i milanesi otterrà il terzo posto della classifica finale della Prima Categoria 1912-1913
Anche con i lombardi rimane un anno solo, trasferendosi in Emilia nel 1913 alla corte dei canarini del Modena, con i quali rimarrà sino al 1916 disputando anche la Coppa Federale 1915-1916.
In gialloblù otterrà il terzo posto del Girone Eliminatorio dell'Emilia e del Veneto nella stagione 1913-1914 ed il sesto ed ultimo posto nel girone E della Prima Categoria 1914-1915.